# جينيفيف ثيرو الآركونفيلية
ماري جينيفيف شارلوت ثيرو الآركونفيلية (بالفرنسية: Marie-Geneviève-Charlotte Thiroux d'Arconville)‏ دارلوس قبل الزواج، وتعرف أيضًا الرئيسة ثيرو الآركونفيلية وجينيفييف ثيرو الآركونفيلية (17 أكتوبر 1720- 23 ديسمبر 1805)، هي روائية ومترجمة وكيميائية فرنسية يعرف عنها أيضًا دراساتها عن التعفن. ناقشت دراستها عن التعفن في مقالها «عن تاريخ التعفن» في عام 1766.

## النشأة
ولدت ماري جينيفييف شارلوت ثيرو الآركونفيلية باسم ماري جينفييف شارلوت دارلوس لوالديها فرانسوا غوديشي وغويوم دارلوس في 17 أكتوبر عام 1720.
كان والدها جابي ضرائب زراعية أو مزارعًا عامًا، إذ كانوا يجمعون الضرائب للدولة ويحتفظون أحيانًا ببعض منها لأنفسهم. توفيت والدة ثيرو الآركونفيلية عندما كانت في الرابعة وتُرك أمر تعليمها في أيدي عدة مربيات. عندما كانت طفلة صغيرة كانت تستمتع بالنحت والفن لكن عندما تعلمت الكتابة في الثامنة من عمرها، أصبحت كتابة الكتب اهتمامًا جديدًا. أخبرت أصدقائها لاحقًا أنها بالكاد كانت لديها فكرة دون أن تكتبها.

## زواجها وبلوغها المبكر
في عمر الرابعة عشرة، أرادت ثيرو الزواج من لويس لاذار ثيرو الآركونفيلي، وهو جابي ضرائب زراعية، أصبح فيما بعد رئيسًا في «برلمان باريس»، وهي محكمة قضائية إقليمية. كانت حالة شاذة إذ لم تُرد معظم النساء الزواج في هذه الفترة. تزوجا في 28 فبراير عام 1735. رُزقا معًا بثلاثة أبناء. كانت ثيرو الآركونفيلية -وهي متزوجة- تستمتع بالمسرح والأوبرا على غرار العديد من النساء الثريات. قيل إنها شاهدت مسرحية فولتير«Mérope» خمس عشرة مرة متتالية. لكن عندما كانت في الثانية والعشرين من عمرها، عانت ثيرو الآركونفيلية من حالة من مرض الجدري تركت لديها ندوبًا شديدة. بعد هذه التجربة، انزوت عن المجتمع وفرّغت وقتها لدراسة الأديان والتركيز عليها.
درست ثيرو آركونفيل اللغتين الإنجليزية والإيطالية في منزلها وحضرت دروسًا في العلوم في حديقة النباتات،  وحديقة الملوك في باريس وفي مركز للتعليم الطبي أُسس في عام 1626 من قبل الملك لويس الثالث عشر. جمعت أيضًا العديد من العلماء المشهورين في منزلها. قدمت الحديقة دورات في الفيزياء وعلم التشريح وعلم النبات لكل من النساء والرجال. يُعتقد أن ثيرو الآركونفيلية حضرت صفوف علم التشريح والكيمياء مثل العديد من النساء الأرستقراطيات في ذلك الوقت، كانت ثيرو الآركونفيلية تجمع أيضًا النباتات والأحجار.
بما أنها كانت تستمتع بهذه النشاطات، أرادت أن تتعلم أكثر لذلك أنشأت مُختبرًا في منزلها وجهزته بالمعدات الكيميائية. طلبت أيضًا كتبًا من المكتبة الوطنية في فرنسا. عملت ثيرو الآركونفيلية بدايةً عالمة نبات، وأرسلت عينات إلى حديقة النباتات. تحولت عنها في النهاية إلى الكيمياء وبدأت العمل تحت إشراف المرشد «بيير ماكير»، وهو بروفيسور في الكيمياء والصيدلة في الحديقة.
كانت النساء دائمًا جزءًا من المجتمع الأدبي في فرنسا، واعتقد النقاد أن ذلك دليل على تقدم المجتمع الفرنسي. نظر الباحثون إلى فكرة «الكاتبة المرأة» على أنها علامة على الحداثة وكانت النساء في المجتمع على دراية بحجم عمل الأبحاث الكبير من قبل النساء، لذلك لم تكن ثيرو الآركونفيلية حالة شاذة عن ذلك. لكن –بسبب مرضها- اختارت أن تنعزل عن المحيط الاجتماعي للصالونات الفرنسية، وتؤسس نفسها في مختبر الأبحاث عوضًا عن ذلك.

## سيرتها المهنية في الترجمة

### ترجماتها الأولى
ألهمتها رغبتها في التعلم وحبّها للثقافة البريطانية أن تبدأ بترجمة أعمال إنجليزية متعددة –في مواضيع متنوعة- إلى الفرنسية. لم تكن ترجمة الأعمال شائعة للنساء في تلك الفترة الزمنية، كانت طريقة النساء للانخراط في المنح الدراسية. كانت ثيرو الآركونفيلية غالبًا تضيف تعليقات إلى الأعمال التي تترجمها، لكنها لم تضع اسمها على هذه النصوص. واجهت بوصفها باحثة امرأة في ذلك الوقت العديد من القيود والتوقعات القائمة على النوع الاجتماعي. كتبت في عملها المُعنون «عن النساء»: «هل يبدو عليهن العلم أم خفة الظل؟ إذا كانت أعمالهن سيئة يتعرضن للاستهزاء، وإذا كانت جيدة فإنها تؤخذ منهن، ويُعاملن في النهاية بسخرية بسبب إطلاقهن على أنفسهن «كاتبات»».
قيل إن ثيرو الآركونفيلية عانت من الأرق وكانت تعمل على عدة مشاريع في الوقت نفسه كي لا تصاب بالملل. أول نص نشرته كان بعنوان «نصائح من أب إلى ابنته» في عام 1756. كان نص «نصائح من أب إلى ابنته» ترجمة لنص عن الأخلاق كتبه جورج سافيل، مركيز هالفيكس الأول. ناقشت ثيرو الآركونفيلية في مقدمة الترجمة كيف أن المربيات غير المؤهلات يربين غالبًا الفتيات لأن أمهاتهن لم يُردن تربيتهن.
في عام 1759، ترجمت محاضرات «بيتر شو» الكيميائية بتشجيع من ماكير. لم تتردد ثيرو الآركونفيلية في إصلاح الأخطاء في عمل شو وأضافت معلومات حول تاريخ الكيمياء العملية إلى بداية نصه. في مناقشتها لتاريخ الكيمياء بدأت بالخيميائي الذي لم تكن ترى أنه كان عالمًا حقيقيًا. بالنسبة لها فإن الكيمياء بدأت مع رجال مثل يوهان يواخيم بيشر وهيرمان بورهافا وجورج إرنست شتال ونيكولا ليميري وإتيان فرانسوا جوفروا، وهم رجال ساعدوا في كشف الطبيعة أمام الإنسانية. اقتبست ثيرو الأركونفيلية من الكتاب المقدس لتناقش تاريخ الكيمياء في التمهيد، وأخذت اقتباسات متعلقة بالعلم منه أيضًا وأدخلت العلم في قصص الكتاب المقدس لتدافع عن نقاشها. كان استخدام ثيرو الآركونفيلية للكتاب المقدس في نقاشاتها عن تاريخ الكيمياء منتشرًا بين الباحثين في هذه الفترة الزمنية، إذ كان يُنظر للعلم على أنه طريقة لفهم مخلوقات الله بشكل أفضل.